# Старочернеево
Старочернеево — село в Шацком районе Рязанской области в составе Новочернеевского сельского поселения.

## Географическое положение
Село Старочернеево расположено на Окско-Донской равнине на правом берегу реки Цны в 20 км к юго-востоку от города Шацка. Расстояние от села до районного центра Шацк по автодороге — 23 км.
Село расположено в пойме реки Цны и окружено множеством озер; в самом центре села находится небольшое озеро Жабры. К югу от села расположено урочище Тарханский Бугор и озера Крупашка, Сюпа, Платина, Малина и Курлякирка; к западу от села протекает река Цна, на левом берегу которой — урочище Польный луг и озера Носинское и Лебединое; к северу — озеро Ямино, устье реки Парсат и, на левом берегу реки Цны, озеро Оман; с востока почти вплотную к селу подступает большой лесной массив. Ближайшие населённые пункты — деревня Парсаты, села Новочернеево и Высокое.

## Происхождение названия
В исторической литературе и статистических сборниках встречаются разные варианты написания названия села: Старочернеево, Старо-Чернеево и Старое Чернеево.
Населённый пункт возник при монастыре Матвеевская пустынь (впоследствии переименован в Черниев-Николаевский), основанном иеромонахом Матвеем на правом берегу реки Цны в 1573 г. Приставка Черниев, позволявшая отличать данный монастырь от других Николаевских монастырей, в данном случае соотносится со словом чернь — «черный (то есть лиственный) лес»: монастырь был назван Черниевым в связи с тем, что он находился в чёрном лесу. Населённый же пункт получил наименование по монастырю. В связи с переселением части крестьян на новое место возникло два расположенных поблизости друг от друга селения: Старое Чернеево и Новое Чернеево. В настоящее время — это села Старочернеево и Новочернеево.

## История
Возникновение и история села Старочернеево неразрывно связаны с историей расположенного здесь Свято-Николо-Чернеевского мужского монастыря. Эта обитель была основана иноком Матфеем, бывшим донским казаком, прибывшим с Дона на реку Цну, в пределы нынешнего Шацкого района Рязанской области. В подражание древним пустынникам, отыскивая уединение для духовных подвигов, он поселился в непроходимом лесу на правом берегу реки Цны в 18 верстах от города Шацка, близ селений мордвы. Язычество мордвы печалило благочестивого старца и он решился возвестить им Веру Христову. Умная беседа на их родном языке, которому он нарочно для этого выучился, и строгая, подвижническая жизнь обратили на него общее внимание местных жителей. С каждым днем увеличивавшееся число его учеников побудило старца испросить благословение преосвященного Леонида, епископа Рязанского и Муромского, на основание обители в лесу. В 1573 г. епископом Леонидом Матфей был рукоположен в иеромонахи и назначен строителем новоучрежденного монастыря во имя святителя Николая Чудотворца, который от «окружавшаго оный чорнаго густаго леса» получил название Чернеев. В древних актах он назывался также «Рождества Богородицы Матфеевою пустынью».

Вскоре при Богородицерождественской Матвеевской пустыни возникло село Чернеево (соврем. Старочернеево) с деревянной Пятницкой церковью, впервые упоминаемое в писцовых книгах Шацкого уезда за 1617 г.: 
«В том же стану (Подлесном) монастырские и церковные земли Рождества пресвятой Богородицы, да Николы чюдотворца Чернеева манастыря село Чернеево на реке на Цне, а в селе: церковь святой мученицы Христовы Парасковьи, нарицаемые Пятницы, древяна, клецки, а в церкве образы и свечи, и всякое церковное строение приходное, поп Терентей Иванов, церковной дьячек Гришка Васильев, понамарь Корнилко Панфилов, проскурница Овдотьица; 13 келей, а в них живут старицы, а кормят их из монастыря, 7 келей нищих, питаютца от церкви Божии; двор монастырской; 21 двор служских; 12 дворов детенышев; 28 дворов крестьян; 24 бобыльских дворов; 16 дворов пустых; пашни паханые на отхожей на Диком поле за рекою за Цною, добрые земли 14 чети, да перелогу 285 чети с осминою в поле, а в дву по тому ж; сена на Диком же поле 660 копен; лес чёрной большой…В селе же Чернееве церковные пашни 20 чети в поле, а в дву по тому ж; сена на Диком поле 20 копен».

В начале своей деятельности Николо-Чернеевский монастырь играл большую просветительскую, миссионерскую роль среди местных жителей — мордвы, обращая их в православие. Монастырь считался казачьим, поскольку в его строительстве активное участие принимали донские казаки. Одно время он даже подчинялся казачьему кругу. Среди братии монастыря было много казаков-ветеранов, участников походов и войн. В 1663 году донской атаман Осип Петров писал: 
«…в прошлых-де годах, как учали они служить на Дону на реке, и пожаловано все войско Донское за их службу и за кровь изстари, при прежних их войсковых атаманах…в Шацком уезде…великого чудотворца Николы Чернеев монастырь на вечное прибежище и на строенье, а старым и от ран увечным в том монастыре постригаться без вклада. И они-де издавна тот Чернеев монастырь всем войском Донским и доныне строят и многие вклады дают».
Монастырь богател преимущественно благодаря вкладам донских казаков: возвратившись из похода, казаки просили на кругу Войска Донского разрешения отправиться на богомолье, «обещаясь помолиться в Москве московским чудотворцам и великому чудотворцу Николаю в Чернеевском монастыре». К концу XVII в. Николо-Чернеевский монастырь уже владел 4 селами, в коих насчитывалось свыше 650 крестьянских дворов, имел 1116 десятин пашни и 244 десятины лугов, «да лес чорный со всякими угодьи…и с рыбными ловлями, и с орловыми гнездами, и с бобровыми гонами, и с лосиными стойлами…».
«Черниев мужской монастырь, — писал в очерках из истории Тамбовского края И. И. Дубасов, — был в сущности казачьим монастырем. Сюда шла замаливать свои немалые грехи голутвенная казацкая вольница, буйная и непокорливая; сюда же несли свои достатки разбогатевшие на разных промыслах удальцы синего Дона…Ближайшею судебно-административною инстанциею для игумена и старцев Черниевой Матвеевой пустыни был Черкасский казачий круг с атаманом во главе и уже через них наш древний монастырь входил в сношения с Московским правительством».
Только в 1686 г. Николо-Чернеев монастырь перешел в подчинение Тамбовской епархии. Казакам впредь запрещалось вмешиваться в дела обители и принимать кого-либо из её насельников у себя на Дону, но разрешалось делать вклады в Чернеевский монастырь, посещать его, а при достойном поведении — постригаться там в монашество. В это время монастырь использовался как место ссылки. Авторы «Рязанских достопамятностей» Г. К. Вагнер и С. В. Чугунов указывают, что в Николо-Чернеевском монастыре некоторое время находился в заключении известный «виршегласитель» Сильвестр Медведев (1641—1691) — русский писатель, ученый, деятель просвещения, один из образованнейших и очень влиятельных людей второй половины XVII в. Замешанный в политическую борьбу монах Сильвестр был заключен в монастырь по указу царя Петра I, как ревностный сторонник его противницы — царевны Софьи и соучастник думного дьяка Федора Шакловитого, а позднее казнен.
В XVIII в. Николо-Чернеевский монастырь числился в 3-м классе и насчитывал до 30 человек братии. В 1725—1764 гг. к нему был приписан Вышенский Успенский монастырь. В 1764 году Николо-Чернеевский монастырь был оставлен за штатом, а в 1819 году снова стал штатным. Содержался он на доходы с отведенных в пользование монастыря, определённых по закону, участков земли, и приношениями богомольцев, которые из разных мест приходили поклониться его святыням. Ежегодно при монастыре устраивались три ярмарки.
Архитектурный комплекс Николо-Чернеевского монастыря складывался на протяжении XVII—XIX вв. Первоначально все монастырские постройки были деревянными, затем началось каменное строительство. В 1638 году на территории обители был построен первый каменный храм во имя Казанской иконы Божией Матери. В 1738 году, после того пожар уничтожил главный храм монастыря — Никольский собор, он также начал возводиться в камне и был завершен постройкою в 1751 году (освящен в 1756 г.). Тогда же (в середине XVIII в.) обитель была ограждена каменными стенами с угловыми башнями. В 1812—1813 гг. была построена 45-метровая 3-ярусная колокольня с надвратной Петропавловской церковью. В 1838 году был поновлен и значительно перестроен Казанский храм, в 1860 году он был снова возобновлен после пожара.
Помимо церквей на территории Ноколо-Чернеевского монастыря находились настоятельский корпус, трапезная, 4 корпуса братских келий, а в селе Старочернеево за пределами монастырской ограды — 2 странноприимных дома, конный и скотный дворы, конюшня, каретный сарай и кладовая.
В 1883 году в селе Старочернеево на средства прихожан была построена деревянная холодная церковь во имя Положения Ризы Пресвятой Богородицы во Влахерне. В 1896 году при Николо-Чернеевском монастыре открылась церковно-приходская школа.
К 1911 г. Николо-Чернеевскому монастырю по штату были положены 12 человек братии: настоятель, 5 иеромонахов, в том числе казначей, 2 иеродиакона, 2 монаха и 2 послушника; в действительности в монастыре подвизались настоятель, 5 иеромонахов, 5 иеродиаконов, 2 монаха, 2 послушника и 6 трудников. Монастырь ежегодно получал от казны окладного жалованья на поправку церквей и монастырских зданий, на содержание братии и рабочих людей 668 руб. 73 коп. Монастырский капитал, поступивший в разное время от благотворителей, составлял 42 760 руб.
К 1911 г. причт Ризположенской церкви села Старочернеево по штату состоял из священника, диакона и псаломщика. За церковью числилось 3 дес. усадебной и 35 дес. пахотной земли; последняя — в 3 местах, за рекой Цной, в 6, 8 и 10 верстах от церкви. Земля давала годового дохода 230 руб., братский годовой доход составлял 577 руб. 49 коп., причтовый капитал — 300 руб. От казны платилось жалованье: священнику — 400 руб., диакону — 200 руб. и псаломщику — 125 руб. Дома у причта были собственные.
В состав прихода Ризположенской церкви села Старочернеево входили также близлежащие деревни Парсат, Сергиевка и Боголюбовка.
В тот год, по данным А. Е. Андриевского, в селе Старочернеево насчитывалось 368 крестьянских дворов, в которых проживало 1278 душ мужского и 1423 женского пола. Помимо православных в селе проживали субботники и воскресники — всего 4 двора, 10 душ мужского и 12 женского пола. Жители занимались земледелием и отхожим промыслом — плотницким ремеслом. Душевой надел местных крестьян составлял 1,5 десятины.
Помимо Николо-Чернеевского монастыря и церкви в селе имелись церковно-приходское попечительство, большая церковная библиотека и 3 одноклассных смешанных церковно-приходских школы (одна из них — монастырская).
С 1912 г. Свято-Николо-Чернеевский монастырь был преобразован в женский. Настоятельницей монастыря была игумения Маргарита. Количество сестёр монастыря достигало 40 человек.
После Октябрьской революции 1917 г. и установления советской власти Ризположенская церковь в селе Старочернеево была закрыта, а затем и полностью разрушена. В 1926 году был закрыт и Николо-Чернеевский монастырь: пребывание инокинь в нём было запрещено советской властью и они вынуждены были оставить свою обитель. Некоторые из них удалились в город Моршанск Тамбовской губернии, а несколько монахинь доживали свой век в соседней деревне Боголюбовка. В монастырском Никольском соборе богослужения продолжались до 1936 г.
После окончательного закрытия храма и прекращения богослужений, монастырь был передан местному совхозу для использования в жилищно-бытовых целях. Святыни и ценности монастыря были частично вывезены, частично расхищены. Внутри здания Никольского собора было размещено зернохранилище, а в пристройке к храму мельница. В здании Казанской церкви находились магазин и склад, а на верхнем ярусе колокольни, где когда-то звонили колокола, был установлен водонапорный бак. В братских корпусах жили рабочие совхоза со своими семьями, а в одном из зданий устроили правление совхоза. И только монастырская школа, переставшая быть церковно-приходской и перешедшая в разряд общеобразовательных, сохранила свою «прописку». В результате неправильного и кощунственного использования монастырских строений, некоторым зданиям был нанесён непоправимый ущерб, который в настоящее время исправляется за счёт пожертвований благотворителей монастыря. Здания монастыря обветшали, но сохранили свой архитектурный облик.
В 1970 году здания Николо-Чернеевского монастыря были переданы на баланс Желанновского краеведческого музея. Директор музея Николай Илларионович Панин проводил посильную реставрацию зданий монастыря. Его трудами была заново построена северо-западная угловая башня монастыря, а также (с великими усилиями в советское время) стало возможным восстановить кресты над куполами монастырских храмов. После 20-летних трудов по реставрации монастыря, Николай Илларионович в 1991 году испросил благословение у высокопреосвященного Симона, архиепископа Рязанского и Касимовского, на передачу Николо-Чернеевского монастыря на баланс Рязанской епархии.
В 1991 году Свято-Николо-Чернеевский монастырь был возвращен Русской Православной Церкви и учрежден заново в качестве мужского. В ноябре 1991 г. высокопреосвященный Симон, архиепископ Рязанский и Касимовский, освятил в Казанской церкви престол во имя Михаила Архангела. 31 мая 1998 г. он же освятил главный престол этой церкви — во имя Казанской иконы Божией Матери. 16 сентября 1999 г. владыка Симон освятил левый престол Никольского собора — во имя святителя Николая Чудотворца; в июле 2000 г. был освящен надвратный Петропавловский храм, а 16 сентября 2001 г. наместником Свято-Троицкого мужского монастыря города Рязани архимандритом Андреем, по благословению митрополита Симона, был освящён правый алтарь Никольского собора в честь Рождества Пресвятой Богородицы. В 2002—2007 гг. в монастыре проводилась активная реставрация храмов и жилых помещений, восстановлены дома настоятеля и братии, трапезная.
С сентября 1998 г. настоятелем Свято-Николо-Чернеевского монастыря является игумен Феофан (Данченков). В настоящее время в монастыре проживает 7 человек братии и 5 послушников; совершаются ежедневные богослужения, имеется гостиница для паломников на 12 человек.

## Население
| 1989 | 2010 | 2012 |
| ---- | ---- | ---- |
| 480  | ↘265 | ↗328 |

## Социальная инфраструктура
В селе Старочернеево Шацкого района Рязанской области имеются отделение почтовой связи, фельдшерско-акушерский пункт (ФАП), Дом культуры и библиотека.

## Транспорт
Основные грузо- и пассажироперевозки осуществляются автомобильным транспортом.

## Достопримечательности

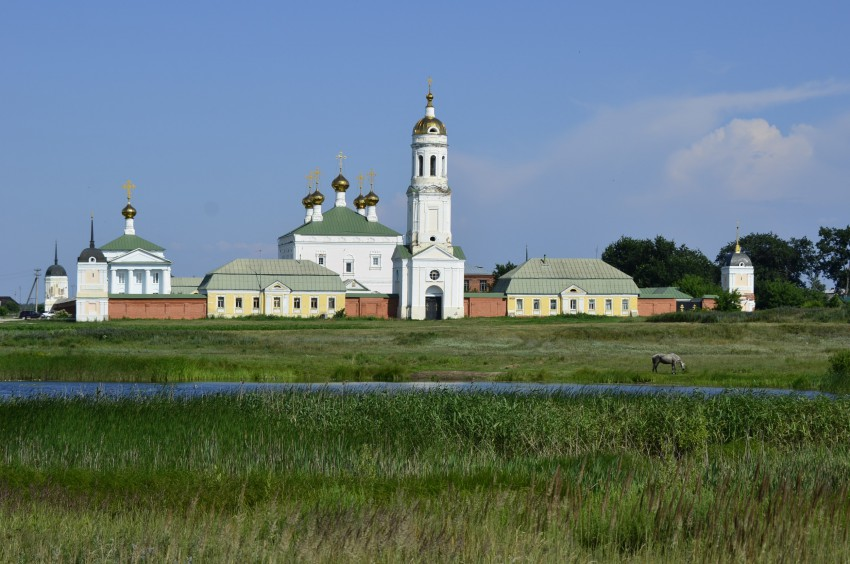
Николо-Чернеевский монастырь

- Свято-Николо-Чернеевский мужской монастырь (основан в 1573 г.)[8]:
  - Храм святителя Николая Чудотворца — Свято-Никольский собор. Построен в 1738—1751 гг.[12]
  - Храм Казанской иконы Божией Матери — Казанская церковь. Построена в 1636 г.[13]
  - Колокольня с надвратным храмом святых первоверховных апостолов Петра и Павла — надвратная Петропавловская церковь. Построена в 1812—1813 гг.[14]
  - Настоятельский корпус, конец XVIII в.
  - Трапезная, конец XVIII в.
  - Три корпуса братских келий, конец XVIII в.
  - Каменная ограда с 4 угловыми башнями, конец XVIII в.
- Здание церковно-приходской школы. Построено в 1912 г. .
- Памятник односельчанам, павшим в Великой Отечественной войне 1941—1945 гг. с барельефом уроженца села, Героя Советского Союза П. А. Тараскина.

## Известные уроженцы
- Павел Андреевич Тараскин (1910—1943 гг.) — руководитель подпольной антифашистской организации в городе Малин Житомирской области, Герой Советского Союза.